# Asalto de la Isla de las Ratas

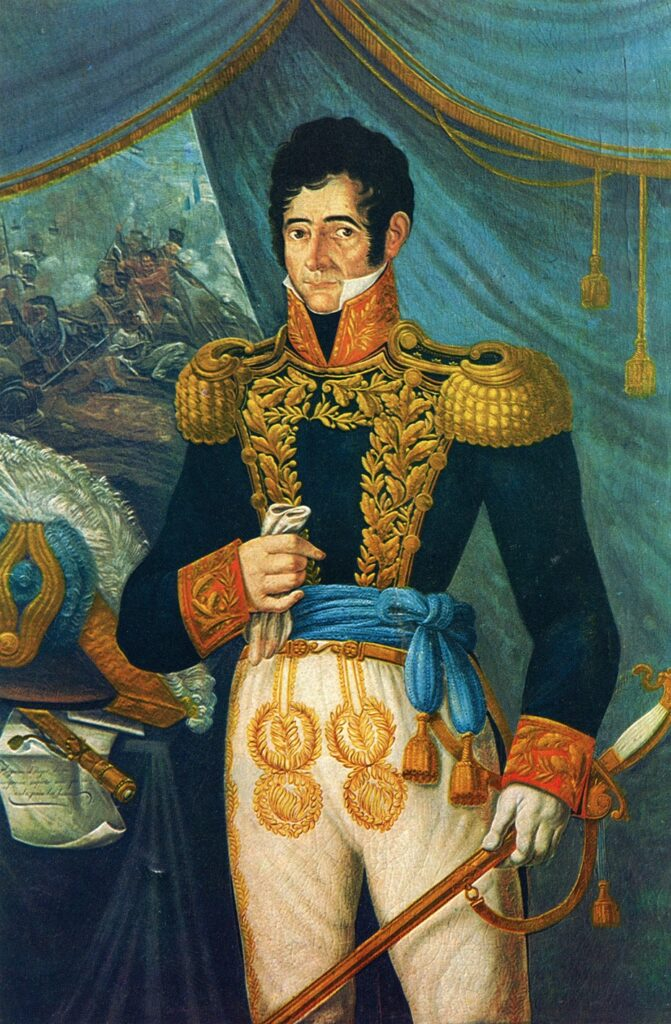
General Rondeau.

El asalto de la isla de las Ratas, efectuado exitosamente el 15 de julio de 1811 por un grupo incursor patriota durante la Guerra de Independencia de la Argentina, tuvo por objeto destruir la batería realista en la isla y proveer de pólvora a la artillería de las fuerzas sitiadoras de Montevideo al mando del general José Rondeau. La isla de las Ratas se encuentra ubicada en el Río de la Plata y actualmente es parte de la República Oriental del Uruguay.

## Antecedentes

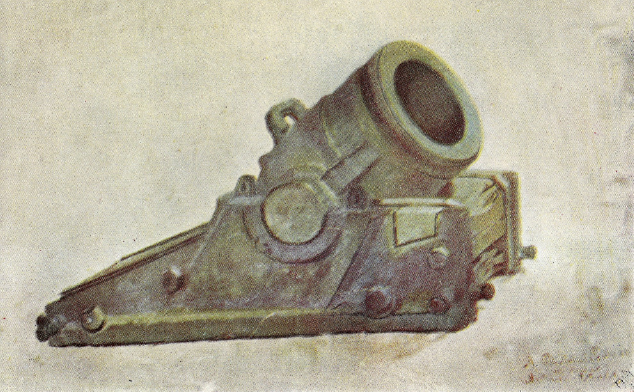
Mortero utilizado en el bombardeo de Montevideo.

Tras la victoria patriota del 18 de mayo de 1811 en la Batalla de Las Piedras se inició el 20 de ese mes el sitio de Montevideo. La ciudad tenía muros de nueve metros de altura y seis de ancho, con cuatro bastiones rodeados por un foso. El sistema de defensa de la ciudad se completaba con la Fortaleza del Cerro, el Fuerte de San José del Real de San Felipe y Santiago y la isla de las Ratas, ubicada en la bahía, donde los realistas habían construido una batería, depósito de pólvora y un centro de detención. La nueva batería y sus fortificaciones, que contaban con diez cañones, seis de a 24, dos de 18 y 2 de 12, había sido diseñada el 15 de marzo por el brigadier José del Pozo y Marquy, Ingeniero Comandante de Montevideo
Con 50 cañones y el control aún indiscutido del río, la ciudad era inexpugnable para un ejército sitiador de escasa artillería, por lo que las fuerzas al mando de Rondeau se limitaron fundamentalmente a asegurar el control de los accesos a la ciudad de manera que no pudieran proveerse de alimentos y agua (los pozos quedaban fuera de sus límites) más que por medio de su flotilla. Mientras, la artillería revolucionaria bombardeaba la plaza, de día con sus cañones y de noche con los morteros construidos por el ingeniero Ángel Monasterio.

## El ataque

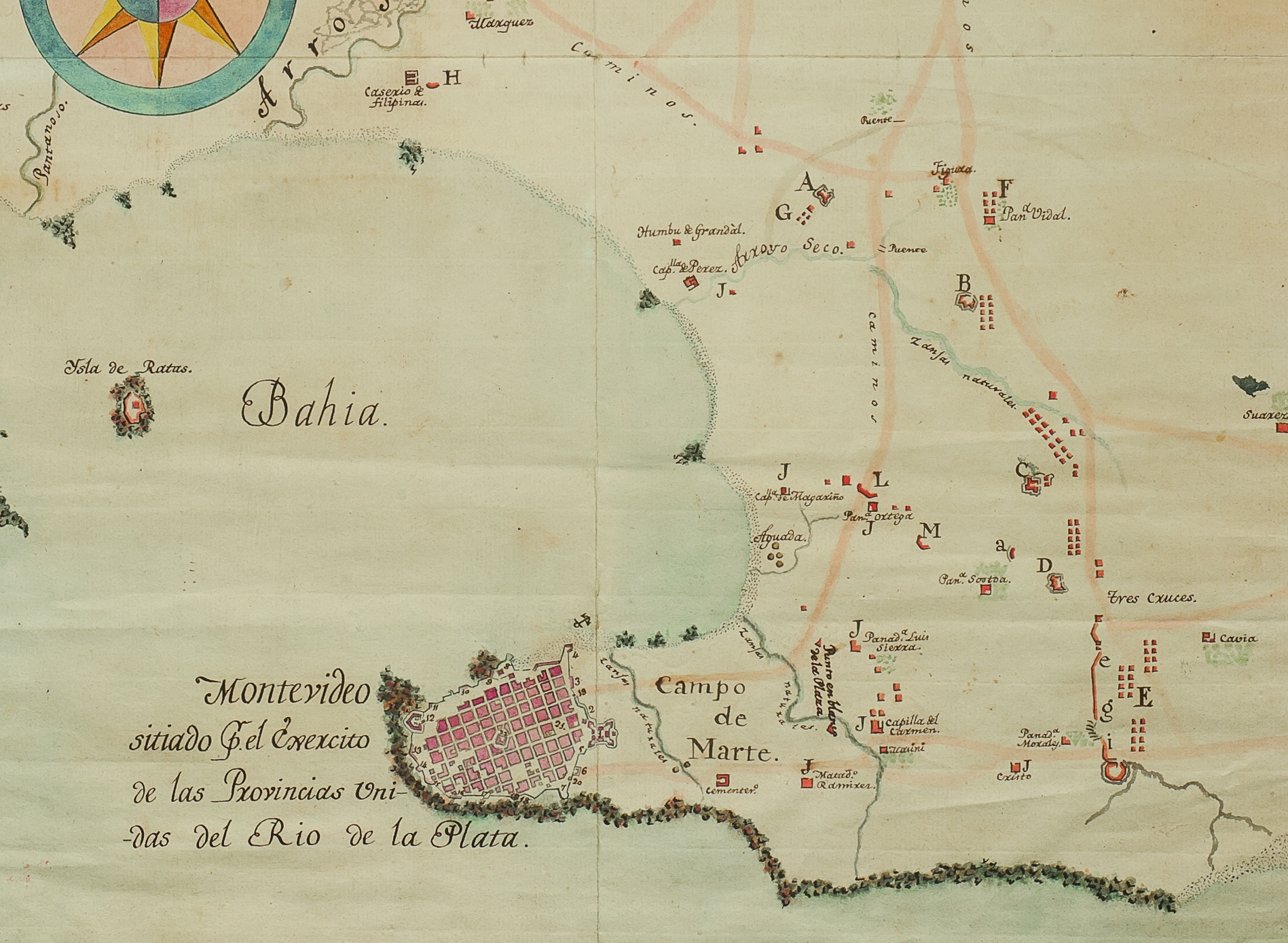
Montevideo.

Cuando a mediados de año la falta de pólvora hacía prever el fin del bombardeo, se concibió un plan para efectuar una incursión a la isla de las Ratas. El proyecto fue concertado entre Rondeau y Soler y a los efectos de llevarlo a cabo se conformó una fuerza de setenta voluntarios, incluyendo los bogadores procedentes de los diversos cuerpos que participaban del bloqueo. El mando de la infantería y el comando de la operación correspondió al capitán del Regimiento Dragones de la Patria Juan José Quesada, con el teniente de Dragones José Caparrós como segundo, mientras que el mando de los botes, provistos por pescadores del arroyo Miguelete, correspondía al teniente de Marina Pablo Zufriategui, quien tenía por segundo al piloto y ayudante interino de artillería Vicente Barbas.
La oficialidad restante la formaban el ayudante mayor de Milicias Patrióticas Ángel Mosqueira como práctico de la isla, el subteniente del regimiento de Regimiento de Pardos y Morenos Patricios Ramón Odosio y el aventurero Manuel Díaz Vélez.
El resto de los efectivos se componían de:
- Regimiento de Patricios: 1 cabo y 8 soldados
- Regimiento de Granaderos de Fernando VII: 1 sargento y 8 soldados
- Regimiento N° 3: 1 cabo y 8 soldados
- Dragones de la Patria: 1 cabo y 7 soldados
- Pardos y Morenos Patricios: 1 cabo y 10 soldados
- Artilleros 2 cabos y 12 soldados

En total, 7 oficiales, 1 sargento, 6 cabos y 53 soldados, 67 hombres de armas.
Las tropas se concentraron en el Caserío de las Filipinas, en las cercanías de la desembocadura del arroyo Miguelete, y allí se trasladaron los botes en carretas y con el mayor sigilo. El 13 de julio, día previsto para el asalto, se produjo una fuerte tormenta que obligó al general Rondeau a suspender la operación. Esa misma noche, la tormenta desprendió dos botes de la fragata española Ifigenia, uno de ellos de 22 remos, los que tras varar en Arroyo Seco fueron capturados por los patriotas. 

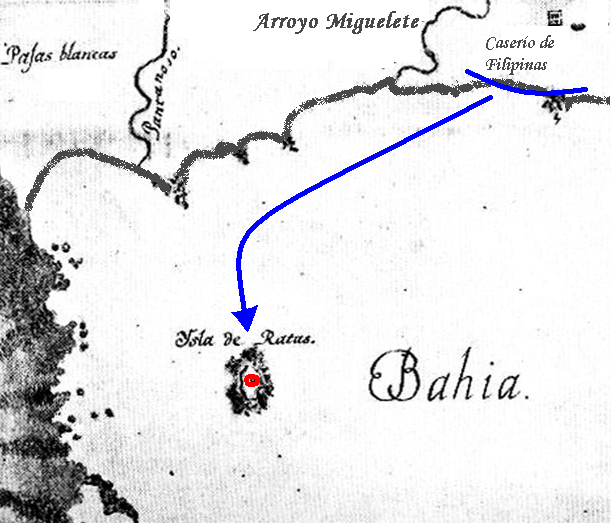
Asalto a la Isla de las Ratas.

Con los nuevos botes y el más grande de los pescadores partieron el 15 de julio desde la Cala del Sastre (a la altura de playa Capurro), al norte de la ciudad sitiada, organizados en seis piquetes. 
Antes de tocar las costas de la isla fueron detectados por un centinela quien les requirió el santo y seña. Quesada respondió que eran refuerzos enviados desde la plaza, con lo que dio tiempo a los botes de atracar, tras lo que las primeras líneas saltaron al foso sirviendo de escala a sus compañeros que sobre sus espaldas alcanzaron la muralla. El centinela finalmente dio la alarma y fue muerto con un disparo de fusil, lo que despertó al resto de la guarnición. 
Los incursores iniciaron el asalto a la costa sin mayor resistencia. El Comandante de la plaza, capitán Francisco Ruiz, corrió con una pistola en una mano y una mecha encendida en la otra para dar fuego al cañón cargado a metralla que apuntaba al desembarcadero pero fue también eliminado a puñaladas, tras lo cual el resto de la guarnición se rindió. 
Ante el poco espacio no se tomaron prisioneros, limitándose a transportar a los siete prisioneros que encontraron en la isla. Tras cargar veinte quintales de pólvora (cerca de una tonelada), armamentos y correajes, se clavaron los diez cañones y partieron de regreso. A las cinco de la mañana arribaron a la costa, siendo recibidos en triunfo por el general Rondeau, quien solicitó para sus autores un escudo de honor, que el gobierno prometió pero no entregó.

## Consecuencias

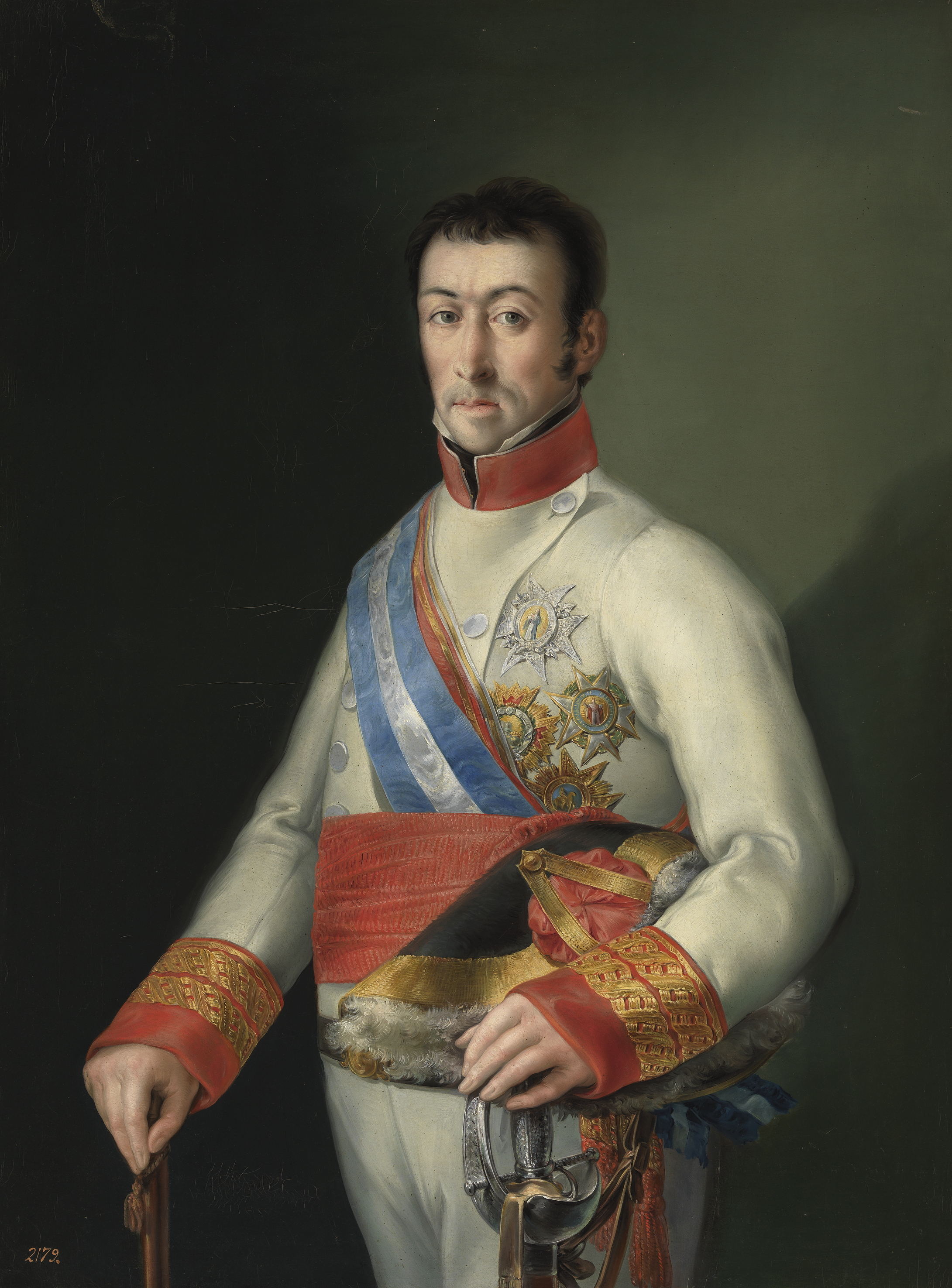
General Francisco Javier de Elío. Atribuido a Miguel Parra. (Museo del Prado).

El ataque dejó temporalmente fuera de operación uno de los enclaves fundamentales del cerrojo defensivo de Montevideo. Por otra parte, la gran cantidad de pólvora obtenida fue de gran ayuda para las fuerzas bloqueadoras teniendo en cuenta su grave carencia y el hecho de que sus líneas de abastecimiento de todo aquello que no fuera provisto por la campaña oriental debía atravesar los ríos controlados en mayor o menor grado por la escuadra realista o sus escuadrillas de incursión. No obstante el mayor impacto fue moral y político. Así como representó un importante aliciente para las fuerzas bloqueadoras, reducidas hasta entonces a un papel pasivo en un operativo sin mayores acciones directas, para los españoles la conmoción ante la arriesgada y exitosa incursión fue grande y superior a los efectos militares.
Tras el asalto a la isla de las Ratas, el comandante general del Apostadero de Marina del Río de la Plata José María Salazar, cansado de ser despreciado en su carácter de autoridad reiteró su pedido de ser relevado del cargo a fin de volver a España. En carta del 21 de julio al Secretario de Estado del Consejo de Regencia de España e Indias tras informar de la "sorpresa" que hicieron sus enemigos en la isla de las Ratas, se quejaba de la conducta del virrey Francisco Javier Elío, lo que terminaría con la separación de Salazar.
En razón de las características del operativo, asimilable a las tácticas utilizadas por los comandos, por decreto Nro. 281/06 del Poder Ejecutivo del Uruguay se estableció el 15 de julio como "Día de los Comandos Orientales".